# Crassichroma aureopurpurea
Crassichroma aureopurpurea är en skalbaggsart som först beskrevs av Hayashi 1987.  Crassichroma aureopurpurea ingår i släktet Crassichroma och familjen långhorningar. Inga underarter finns listade i Catalogue of Life.